# Nižné Žeruchové pliesko
Nižné Žeruchové pliesko je jezero v Nižné Žeruchové kotlince v horní části Doliny Bielych plies ve Vysokých Tatrách na Slovensku. Má rozlohu 0,1140 ha a je 42 m dlouhé a 35 m široké. Dosahuje maximální hloubky 1,2 m. Jeho objem činí 478 m³. Leží v nadmořské výšce 1774 m. Jmenuje podle řeřichy – řeřišnice hořké (slovensky žerucha – žerušnica horká), která v okolí plesa roste.

## Okolí
Jihovýchodně se zvedá hřeben Žeruchové kopy, který na jihozápad pokračuje ke Kozímu štítu, jehož rameno se táhne západně od plesa. Na severovýchod je krajina otevřená do Doliny Bielych plies.

## Vodní režim
Úroveň hladiny plesa značně kolísá. Pleso nemá povrchový přítok ani odtok. Ve vzdálenosti asi 100 m pod plesem se objevuje Žeruchový potok, jež je přítokem Veľkého Bieleho plesa. Rozměry jezera v průběhu času zachycuje tabulka:
| Rok     | Měření prováděl   | Rozloha ha | Délka m | Šířka m | Hloubka max.m | Objem m³ |
| ------- | ----------------- | ---------- | ------- | ------- | ------------- | -------- |
| 1956    | W.H. Paryski      | —          | 33      | 28      | 0,5           | —        |
| 1961–66 | pracovníci TANAPu | 0,120      | 42      | 35      | 0,5           | —        |
| 2005    | Gregor, Pacl      | 0,1140     | —       | —       | 1,2           | 478      |

## Přístup
Přístup pěšky není možný.